# Lunca la Tisa
Lunca la Tisa (ungarisch Tiszalonka; ukrainisch Луг над Тисою Luh nad Tyssoju) ist ein Dorf im Kreis Maramureș im historischen Komitat Máramaros im Norden Rumäniens. Es ist Teil der Gemeinde Bocicoiu Mare.
Lunca la Tisa liegt an der Kreisstraße (Drum județean) DJ 185, am Südufer der Theiß, die hier die rumänisch-ukrainische Grenze bildet, etwa vier Kilometer östlich vom Gemeindezentrum entfernt. Im Dorf gibt es einen Haltepunkt an der Bahnstrecke Salva–Sighetu Marmației.

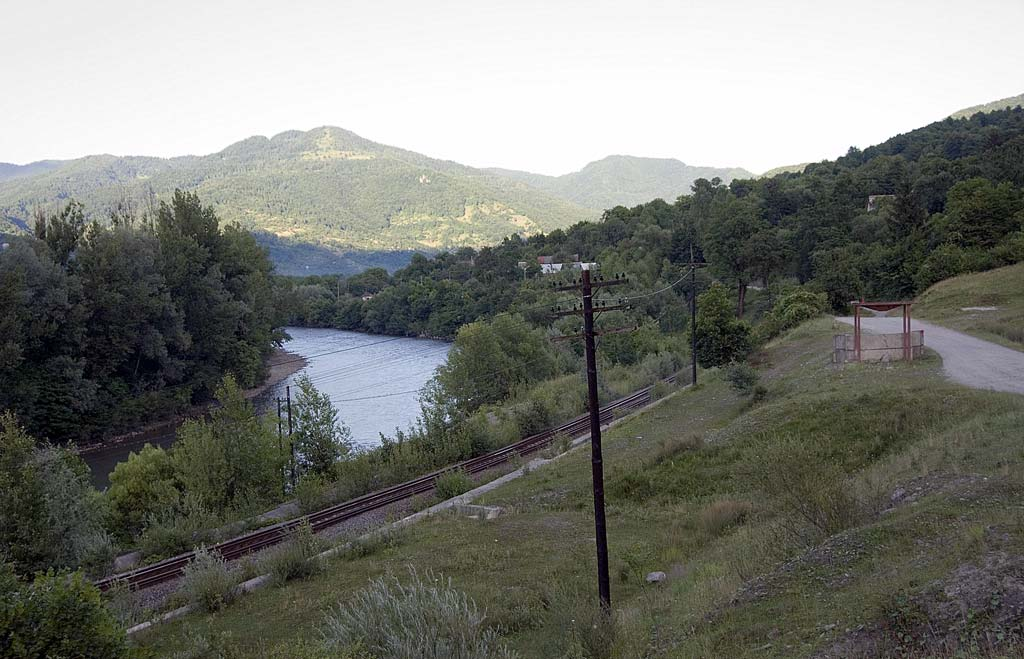
Weg nach Lunca la Tisa. Links befindet sich die Ukraine, rechts die Theiß
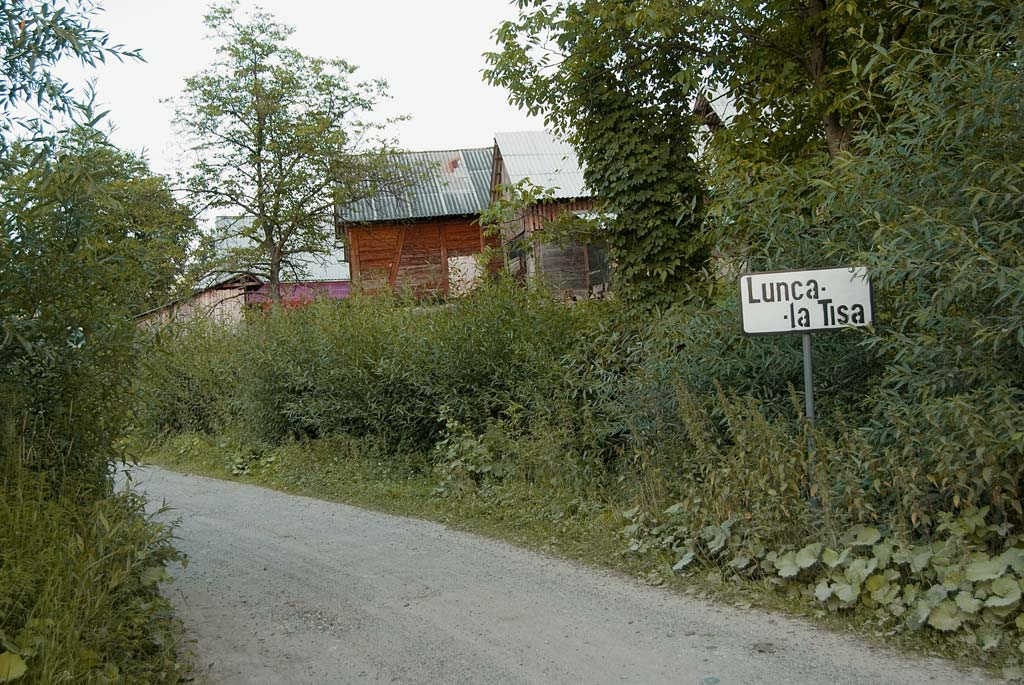
Ortseingangsschild
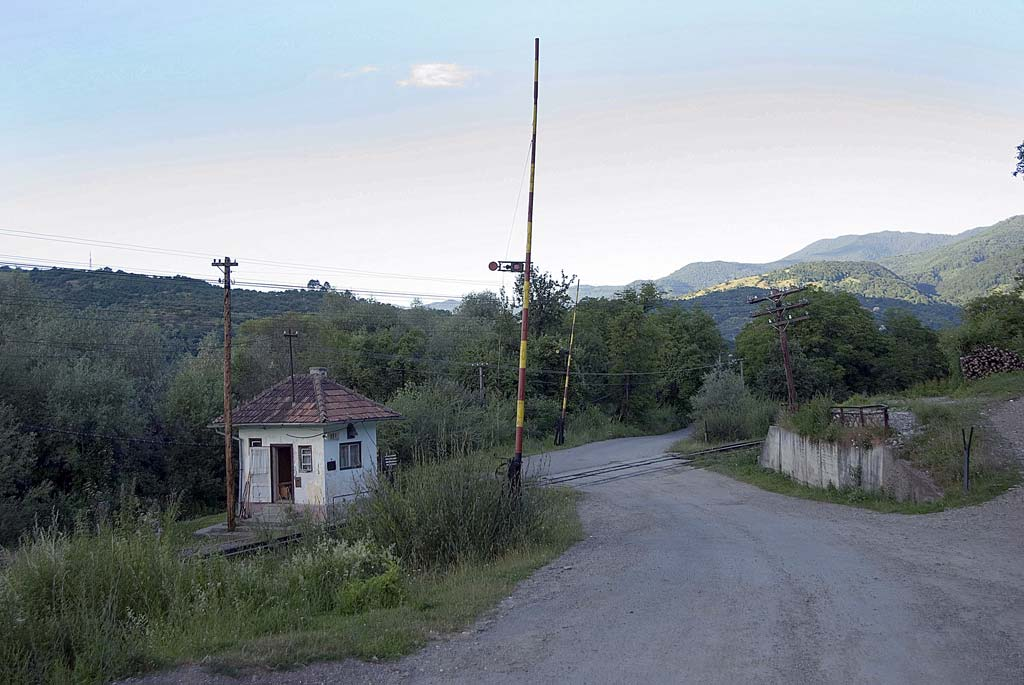
Bahnübergang am Ortseingang
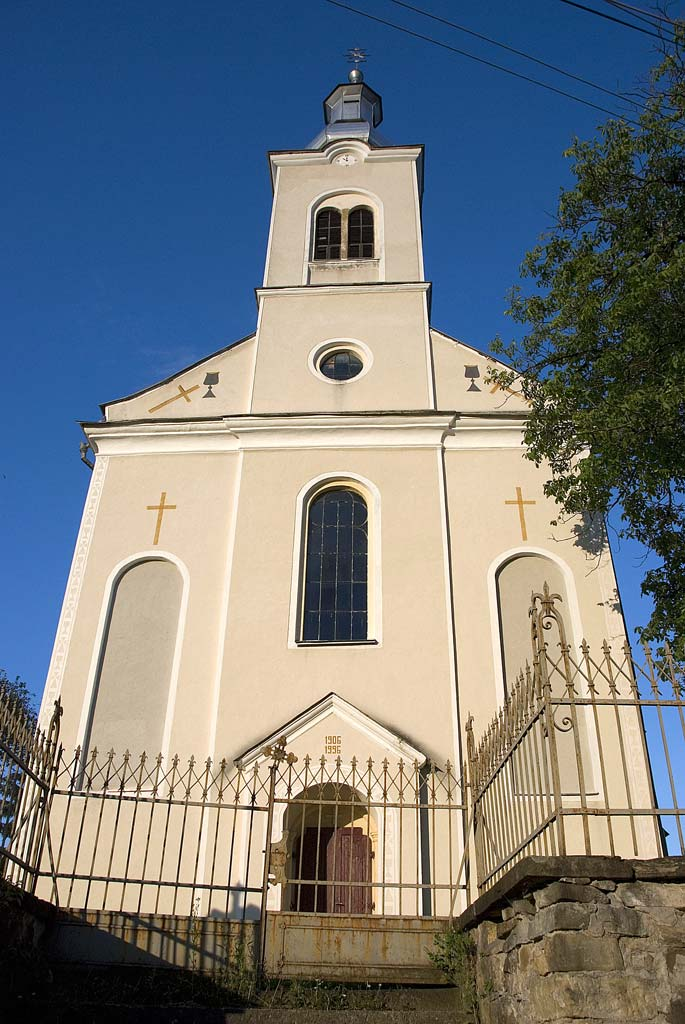
Kirche